# Euryopis californica
Euryopis californica är en spindelart som beskrevs av Banks 1904. Euryopis californica ingår i släktet Euryopis och familjen klotspindlar. Inga underarter finns listade i Catalogue of Life.